# 維多利亞縣 (德克薩斯州)
維多利亞縣（英語：Victoria County）是美國德克薩斯州東南部的一個縣。面積2,032平方公里。根據美國2000年人口普查，共有人口84,088人。縣治維多利亞（Victoria）。
成立於1836年3月17日，縣政府成立於1837年。縣名來自墨西哥統治時期的維多利亞市，其名紀念墨西哥第一任總統瓜達盧佩·維多利亞。